# Mistrovství světa v cyklokrosu 1972
23. Mistrovství světa v cyklokrosu se konalo 27. února 1972 v Praze v ČSSR. Mistrovství bylo rozděleno na dvě kategorie - muž (profesionálové, elite) a amatéři.

## Muži
Závodu se zúčastnilo 27 závodníků, ale jen 23 jich bylo klasifikováno. Trať měřila 23.6 km.
| Poř.             | Jméno                     | Čas          |
| Zlatá medaile    | Eric De Vlaeminck         | 1.08:04      |
| Stříbrná medaile | Rolf Wolfshohl            | + 27 s       |
| Bronzová medaile | Herman Gretener           | + 2 min 21 s |
| 4                | Albert Van Damme          | + 2 min 28 s |
| 5                | José Maria Basualdo       | + 2 min 30 s |
| 6                | Julien Van den Haesevelde | + 2 min 37 s |

## Amatéři
V cíli bylo klasifikováno 52 závodníků. Trať měřila 20. 540 km.
| Poř.             | Jméno               | Čas     |
| Zlatá medaile    | Norbert De Deckere  | 1.03:30 |
| Stříbrná medaile | Miloš Fišera        | + 5 s   |
| Bronzová medaile | Wolfgang Renner     | + 11 s  |
| 4                | Ekkehard Teichreber | + 14 s  |
| 5                | Karl Stähle         | + 15 s  |
| 6                | Gerbie Wildeboer    | + 26 s  |
| 7                | Pavel Krejčí        | + 38 s  |
| ...              |                     |         |
| 9                | Jiří Murdych        | + 57 s  |